# Terminalia eichleriana
Terminalia eichleriana är en tvåhjärtbladig växtart som beskrevs av Alwan och C.A. Stace. Terminalia eichleriana ingår i släktet Terminalia och familjen Combretaceae. Inga underarter finns listade i Catalogue of Life.